# Oratoire de la Compagnie de Saint Bernardin
L'Oratoire de la Compagnie de Saint Bernardin fait partie de l'ancien couvent franciscain jouxtant la basilique Saint-François de Sienne.
Il fait partie des deux oratoires consacrés à saint Bernardin de Sienne dans la ville de Sienne avec l'Oratoire de Saint Bernardin al Prato (it) près de l’Antiporto di Camollia, devant l’église Santa Petronilla (it).
Aujourd'hui il héberge le Musée diocésain d'art sacré de Sienne qui expose des œuvres de l'école siennoise datant du XIIIe au XVIIe siècle.

## Histoire
Initialement consacré en 1273 à la Vierge et à saint François d'Assise et ensuite à la Madonna della Veste Nera de saint François au Trecento, le lieu fut dédié à saint Bernardin de Sienne après sa canonisation en 1450, car franciscain, l'endroit faisait partie de ceux qu'il fréquentait pour ses prédications. Il devint la propriété de la confraternité qui entreprit la construction de l'oratoire et de sa décoration (stuc et bois) consacrée au saint dans un premier temps, puis à fresque dans la partie supérieure.

## Architecture
La façade de briques comprend un porche en travertin de 1574 et porte au niveau du fronton le monogramme «IHS » du Christ que Bernardin exhibait lors de ses prêches pour accroître la ferveur des fidèles.

## Intérieur

### Vestibule
Une bannière de procession, un gonfalon peint sur les deux faces, par Francesco Vanni, est exposé sur un mur, ainsi qu'un bas-relief de Giovanni di Agostino représentant comportant La Vierge à l'Enfant et deux anges (1341, sa seule œuvre signée).

### L'oratoire inférieur
Il comporte des voûtes peintes en bleu constellées d'étoiles rapportées en stuc et des lunettes décorées de fresques. Plusieurs tableaux d'Andrea di Brasciano, Ventura Salimbeni, et de Rutilio Manetti y sont exposés :
- Vierge à l'Enfant entourée de sainte Catherine de Sienne et de saint François d'Assise,
- Vierge à l'Enfant entourée des saints Ansanus et Bartholomée (début XVIe siècle),
- La Vierge protégeant la ville de Sienne depuis les cieux priée par les saints Bernardin et Catherine, fresque de la voûte,
- Vierge à l'Enfant, petit format de Sano di Pietro.

Sont présentes également des niches avec des statues en terracotta invetriata de sainte Catherine de Sienne et de saint Bernardin datant du Cinquecento.

### L'oratoire supérieur
Ses plafonds à caissons sont décorés de chérubins et les parois de bois à pilastres montrent des stucs de Ventura Turapilli datant de 1496.
Les fresques des épisodes de la Vie de la Vierge sont du Sodoma, de Girolamo del Pacchia et du Beccafumi (1518-1532)  :
- de Girolamo del Pacchia : 
  - Nativité de la Vierge (1518), fresque, 295 × 317 cm,
  - Archange Gabriel en ange annonciateur d'une Annonciation d'encadrement.
- de Beccafumi : 
  - Les Fiançailles de la Vierge,
  - La Mort de la Vierge (1518-1520), 280 × 300 cm ;
  - Vierge à l'Enfant entourée de saints (1535-1537), tempera sur bois, 250 × 290 cm,
- du Sodoma :  
  - Présentation de Marie au Temple,
  - Vierge annoncée (pendant de l'archange Gabriel),
  - La Visitation,
  - L'Assomption,
  - le Couronnement de la Vierge.

Des saints sont aussi représentés seuls :
- Saint Louis d'Anjou, Saint François d'Assise et Saint Antoine de Padoue du Sodoma,
- Saint Bernardin de Sienne de Girolamo del Pacchia.

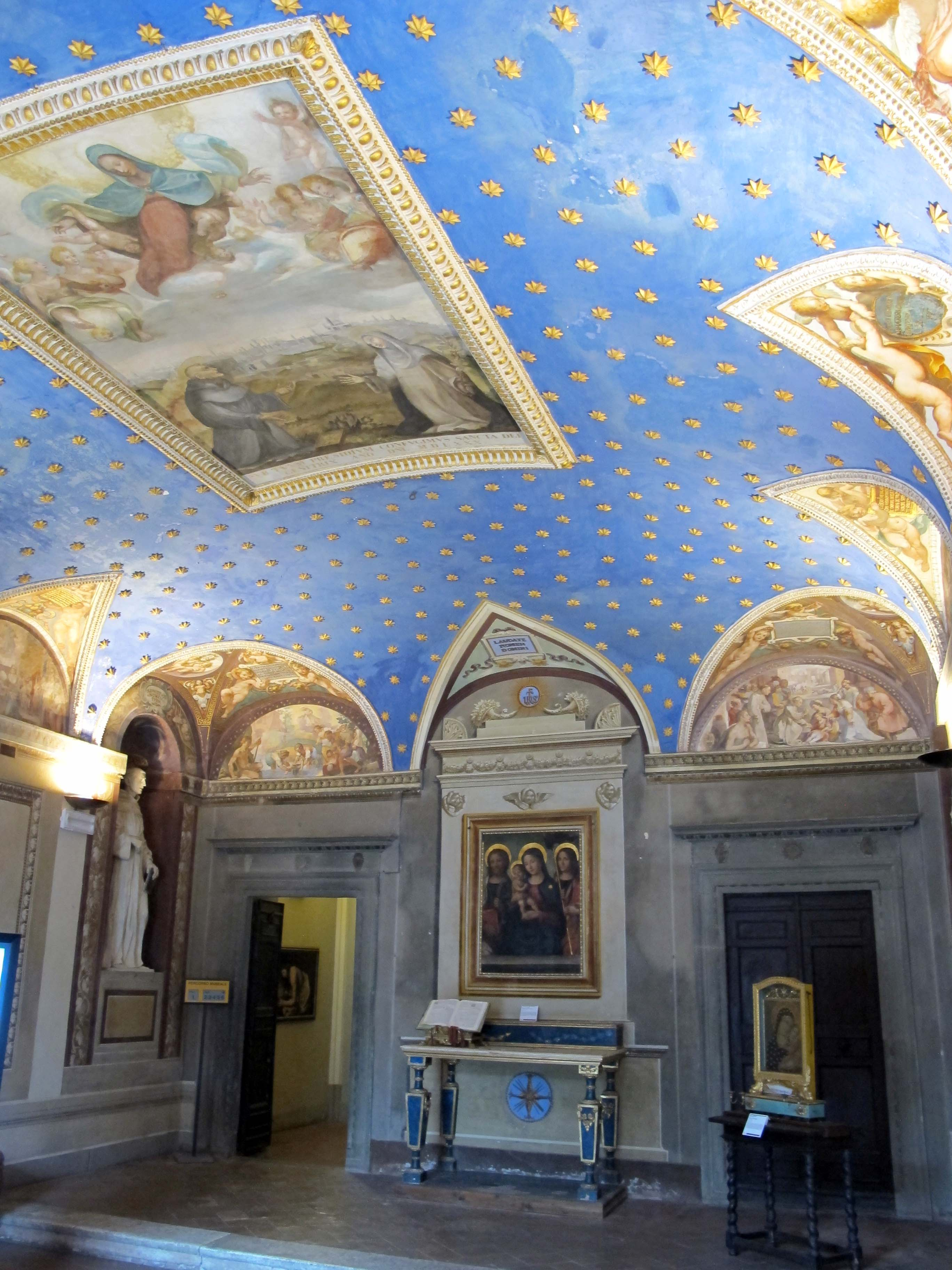
Oratoire inférieur.
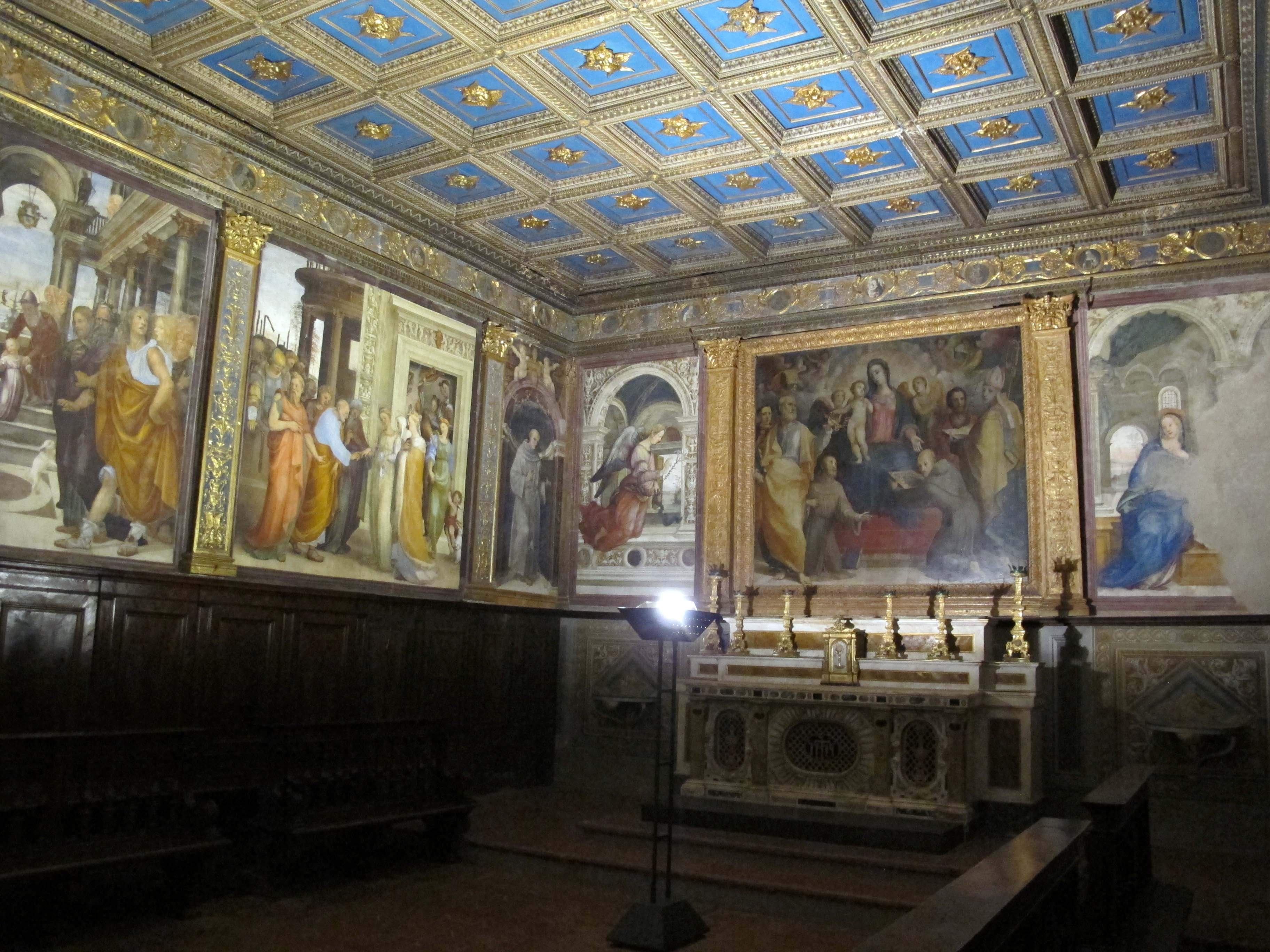
Oratoire supérieur.